# Inusitatomysis insolita
Inusitatomysis insolita är en kräftdjursart som beskrevs av Ii 1940. Inusitatomysis insolita ingår i släktet Inusitatomysis och familjen Mysidae. Inga underarter finns listade i Catalogue of Life.